# بيلجى طرحان
بيلجى طرحان (بالتركية: Bilge Tarhan)‏ هو لاعب كرة قدم تركي في مركز الهجوم، ولد في 12 فبراير 1941 في أضنة في تركيا، وتوفي في 9 أكتوبر 2016 في إسطنبول في تركيا. لعب مع قونية سبور.

## وصلات خارجية
- بيلجى طرحان على موقع اتحاد تركيا (لاعب) (الإنجليزية)
- بيلجى طرحان على موقع عالم كرة القدم.نت (الإنجليزية)
- بيلجى طرحان على موقع أوليمبيديا (الإنجليزية)